# Genealogia troiana di Nennio
La genealogia troiana di Nennio è un testo genealogico contenuto nella Historia Brittonum, e fu creata per mescolare la mitologia greca con temi cristiani. È attribuita al monaco gallese Nennio, che visse nel IX secolo. 
Il valore di questa genealogia è mitologico più che storico. Come descrizione della linea di Enea di Troia, Bruto di Britannia e Romolo e Remo, è un esempio delle genealogie di fondazione che si trovano non solo nei primi testi irlandesi, gallesi e sassoni, ma anche in fonti romane.

## Linea di Noè
Come tutte le prime genealogie cristiane, anche questa inizia con Dio e passa attraverso Noè. La linea da Dio a Noè proviene dalla Genesi, capitolo 5:
- Dio, che creò
- Adamo
- Set
- Enos
- Chenan
- Maalaleel
- Iared
- Enoch
- Matusalemme
- Lamech
- Noè

## Linea paterna
Nella genealogia di Nennio Isicione, padre di Bruto di Britannia, discende da Jafet. C'è quindi una linea di discendenza paterna: 
- Jafet
- Javan
- Jobath
- Bath
- Hisrau
- Esraa
- Ra
- Aber
- Ooth
- Ethec
- Aurthack
- Ecthactur
- Mair
- Semion
- Boib
- Thoi
- Ogomuin
- Fethuir, che sposa Rea Silvia, figlia di Numa Pompilio
- Alano
- Isicione
- Bruto

## Linea materna
Questa è invece, secondo Nennio, la linea materna di Isicione che comprende la discendenza troiana:
- Jafet
- Javan
- Elisa
- Dardano
- Troo, da cui prese il nome Troia
- Anchise
- Enea
- Ascanio
- Numa Pompilio
- Rea Silvia, figlia di Numa e madre di Romolo e Remo
- Alano
- Isicione
- Bruto

Sempre secondo Nennio, Isicione ebbe altri tre figli: Franco, Romano e Alamanno, mitici antenati di tutti gli europei.
Queste discendenze entrano a volte in conflitto con quella, successiva, di Goffredo di Monmouth, in cui Ascanio compare come nonno di Bruto.

## Considerazioni storiche
Anche se sottolinea che non ci possono essere prove, John Creighton suggerisce che l'origine di questa genealogia potrebbe essere un mito di fondazione britannico, originatosi intorno all'inizio del I secolo d.C. e sopravvissuto fino al periodo medievale. Il professor Tim Murray scrive che questo mito della fondazione troiana non fu messo in discussione fino a quando Polidoro Virgili, storico della prima dinastia Tudor, lo mise in dubbio nel XVI secolo.
La relazione tra Alano, Isicione (Hisitio) e Bruto (Britto) proviene dalla Tavola delle Nazioni franca e infine dalla Germania di Tacito. Alano è probabilmente una corruzione del Manno di Tacito, e Isicione è un'invenzione della Tavola franca per fornire un nome al figlio di Manno, da cui discendono gli Istaevones.